# Settin’ the Pace
Settin' the Pace – album Johna Coltrane’a wydany przez wytwórnię Prestige Records w 1961.
Nagrań dokonano w studiu Rudy'ego Van Geldera w Hackensack 26 marca 1958. W 1961, kiedy sława Coltrane’a wzrastała, wytwórnia Prestige (dla której Coltrane przestał nagrywać) wydała ten album bez ubiegania się o aprobatę artysty.
Reedycja płyty na CD została wydana w serii Original Jazz Classics w 1999. W 2008 ukazało się wydanie zremasterowane w serii Rudy Van Gelder Remasters, które zawiera dodatkowy utwór By the Numbers nagrany podczas tej samej sesji, który pierwotnie był wydany na płycie The Last Trane.

## Lista utworów
Strona A
| 1. | „I See Your Face Before Me” (Howard Dietz, Arthur Schwartz)              | 9:59  |
|    |                                                                          |       |
| 2. | „If There Is Someone Lovellier Than You” (Howard Dietz, Arthur Schwartz) | 9:22  |
|    |                                                                          |       |
|    |                                                                          | 19:21 |
|    |                                                                          |       |
Strona B
| 3. | „Little Melonae” (Jackie McLean)                  | 14:05 |
|    |                                                   |       |
| 4. | „Rise and Shine” (Buddy DeSylva, Vincent Youmans) | 7:16  |
|    |                                                   |       |
|    |                                                   | 21:21 |
|    |                                                   |       |
Bonus Track (2008)
| 5. | „By the Numbers” (John Coltrane) | 11:59 |
|    |                                  |       |
|    |                                  | 11:59 |
|    |                                  |       |

## Twórcy
- John Coltrane – saksofon tenorowy
- Red Garland – fortepian
- Paul Chambers – kontrabas
- Art Taylor – perkusja